# Nathan Deakes
Nathan Douglas Deakes (ur. 17 sierpnia 1977 w Geelong) – australijski lekkoatleta, chodziarz. 
Jest brązowym medalistą olimpijskim z Aten (2004) w chodzie na 20 kilometrów. Jest również byłym rekordzistą świata na dystansie 50 km – 2 grudnia 2006 roku osiągnął rezultat 3:35:47, bijąc rekord świata Roberta Korzeniowskiego o 16 sekund. Startował także na igrzyskach olimpijskich w Sydney (2000) i Londynie (2012), nie zdobył na nich żadnego medalu.
Złoty medalista mistrzostw świata w 2007 z Osaki w chodzie na 50 kilometrów.
Pięciokrotny medalista igrzysk Wspólnoty Narodów: złoty w chodzie na 20 kilometrów i na 50 kilometrów w 2002 w Manchesterze i w 2006 w Melbourne oraz brązowy w chodzie na 20 kilometrów w 1998 w Kuala Lumpur.
Mistrz Australii w chodzie na 20 kilometrów w latach 2000–2006, w chodzie na 30 kilometrów w 2006 oraz w chodzie na 50 kilometrów w 1999, 2005 i 2006, a także wicemistrz w chodzie na 50 kilometrów w 2011.
W 2013 ogłosił zakończenie kariery sportowej.